# توده‌بین
توده بین، روستایی از توابع بخش مرکزی شهرستان ابهر در استان زنجان ایران است.

## جمعیت
این روستا در دهستان درسجین قرار دارد و براساس سرشماری مرکز آمار ایران در سال ۱۳۸۵، جمعیت آن ۳۳۵ نفر (۹۴خانوار) بوده‌است.